# Haddock Lobo FC
Haddock Lobo FC was een Braziliaanse voetbalclub uit Tijuca, een wijk uit de stad Rio de Janeiro.

## Geschiedenis
De club werd in 1908 opgericht en speelde een jaar later in de hoogste klasse van het Campeonato Carioca. Na twee seizoenen degradeerde de club. Door een financiële crisis fuseerde de club in 1911 met America FC. Het oorspronkelijke idee was om een gezamenlijke naam aan te nemen, maar uiteindelijk slokte America de club op en bleef zijn eigen identiteit behouden. 

## Bekende ex-spelers
- Marcos Carneiro de Mendonça